# Карл Отфрід Мюллер
Карл Отфрід Мюллер (лат. Carolus Mullerus; 28 серпня 1797, Бжеґ — 1 серпня 1840, Афіни) — німецький дослідник Стародавньої Греції, професор античної літератури Геттінгенського університету, переконаний лаконофіл.

## Життєпис
Карл Мюллер народився у місті Бріґ (сучасний Бжеґ) у Сілезії, яке на той час входило до Прусського королівства. Він був найстаршим сином у дуже релігійній родині, його батько був капеланом прусської армії та виховував сина в атмосфері протестантського пієтизму. Восени 1806 року Мюллер вступив до гімназії у своєму місті, де відвідував усі події та читав власноруч написані вірші. У 1814 році вступив до Геттінгенського університету, де вивчав широкий спектр дисциплін: математику, ботаніку, філософію, релігієзнавство, гімнастику та мови (іврит, сирійську та італійську мови). Більшість з курсів викладав Генріх Стеффенс, а класичну філологію – Людвіг Фрідріх Гайндорф. Саме Гайндорф познайомив Мюллера із «Римською історією» Бартольда Георга Нібура, книга настільки вразила юнака, що він повністю занурився у вивчення класичної філології.
У 1816 році він перевівся до Берлінського університету, де навчався у Фрідріха Шляєрмахера, Карла Вільгельма Фердинанда Зольгера, Фрідріха Августа Вольфа, Філіпа Буттмана і, звичайно, в Августа Бьокха. Стиль викладання Августа Вольфа  скоріше відлякував Мюллера, тому Буттман і Бьокх стали його найважливішими вчителями. Буттман також переконав Мюллера взяти друге ім’я «Отфрід», щоб його можна було  відрізнити від інших людей з таким же іменем. У 1817 році Мюллер закінчив навчання в університеті й у тому ж році світ побачила його перша наукова робота – «Aegineticorum liber» (дослівно, «Книга про егінців», тобто жителів Егіни).
Після навчання, Мюллер став викладачем давніх мов у гімназії Марії Магдалини (нім. Magdalenäum) у Бреслау в 1818 році, де він багато часу приділяв дослідженню міфології та аналізу різних міфічних циклів. Під час роботи вчителем Мюллер намагався габілітуватися в університеті Бреслау. В той самий час Август Бьокх намагався влаштувати Мюллера на роботу в Corpus Inscriptionum Graecarum, який він заснував у Берліні. Але потреба в цьому відпала, коли у липні 1819 року Мюллера було призначено професором Геттінгенського університету. Оскільки він мав викладати археологію мистецтва на додаток до класичної філології, йому було надано двомісячний грант на перебування в Дрездені для вивчення колекцій старожитностей. З цього моменту він надавав великого значення вивченню стародавніх творів мистецтва і у вільний час відвідав багато археологічних колекцій в Європі. У 1823 році Мюллер став професором і членом Геттінгенського товариства наук.

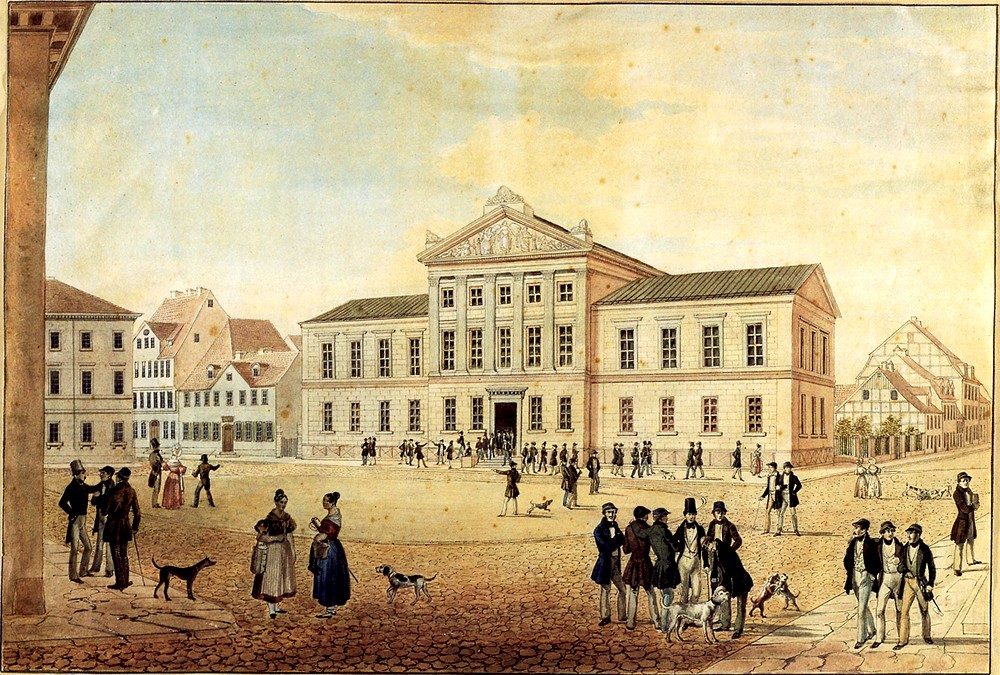
Будівля, де розташована аула Геттінгенського університету, 1837 рік.

Карл Отфрід Мюллер був залучений до викладання, досліджень та управління університетом. Уряд землі Ганновер, очевидно, усвідомлював важливість Мюллера і кілька разів підвищував йому зарплату, оплачував йому кілька дослідницьких поїздок і зрештою призначив його придворним радником у 1832 році. Концепція дизайну аули (актової зали) Геттінгенського університету, яка була завершена в 1837 році до святкування сторіччя закладу, в основному була його роботою: від невеличких деталей в інтер'єрі (як от меблі, картини) до вибору колірної гами усього проєкту. З 1835 р. він також був призначений професором красномовства. У цій ролі він виголосив програмну промову на ювілеї Геттінгенського університету в 1837 році.
Того ж 1837 року розпочалися політичні заворушення внаслідок приходу на престол нового короля Ернеста Августа I. Як результат нової політики, «геттінгенська сімка» (сім професорів університету, нім. Göttinger Sieben) виступила проти скасування конституції Ганноверського королівства, за що усіх було звільнено з університету. Мюллер також належав до ліберальних сил і був одним із шести інших професорів, які висловили солідарність із «сімкою», але не були звільнені. Нагода втекти від напруженої ситуації, що виникла після цього, з’явилася в 1839 році, коли уряд схвалив для нього поїздку до Греції. Він досліджував руїни стародавніх будівель в Афінах, відвідав багато місць на Пелопоннесі, і, нарешті, опинився в Дельфах, де почав розкопки. Тут він хотів закласти основу для роботи свого життя — «Грецької історії».

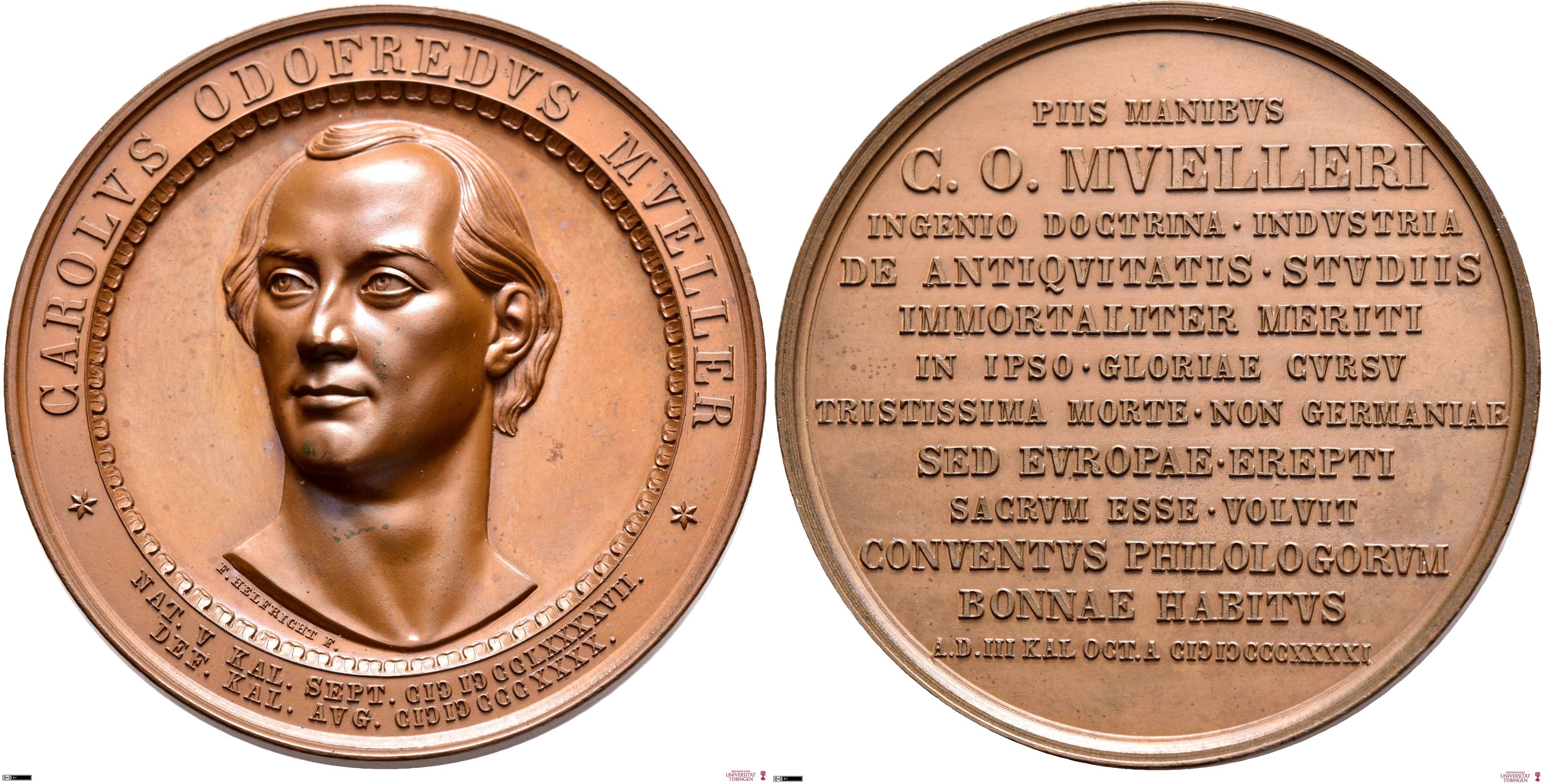
Пам'ятна монета на честь Мюллера.

Під час переписування стародавніх написів для своєї праці під палючим сонцем Дельф, він захворів на енцефаліт. На зворотному шляху з Дельф стан Мюллера погіршився і він втратив свідомість. Після того, як його друзі Ернст Курціус, Адольф Шолль і Георг Фрідріх Найзе привезли його до Афін, він помер. Карла Отфріда Мюллера поховали в Афінах, у церемонії поховання взяв участь король Оттон, його міністри, дипломатичний корпус і представники університету. Його могила розташована на пагорбі Колонос, поруч із гробницею французького археолога Шарля Ленормана.
Смерть Карла Отфріда Мюллера досі вважається одним із трагічних моментів у німецькій класичній філології. Його дослідження грецької історії були фундаментальними; деякі галузі досліджень ніколи не розглядалися до його досліджень. Для вшанування видатного дослідника у 1841 році була випущена пам'ятна монета.

## Науковий доробок

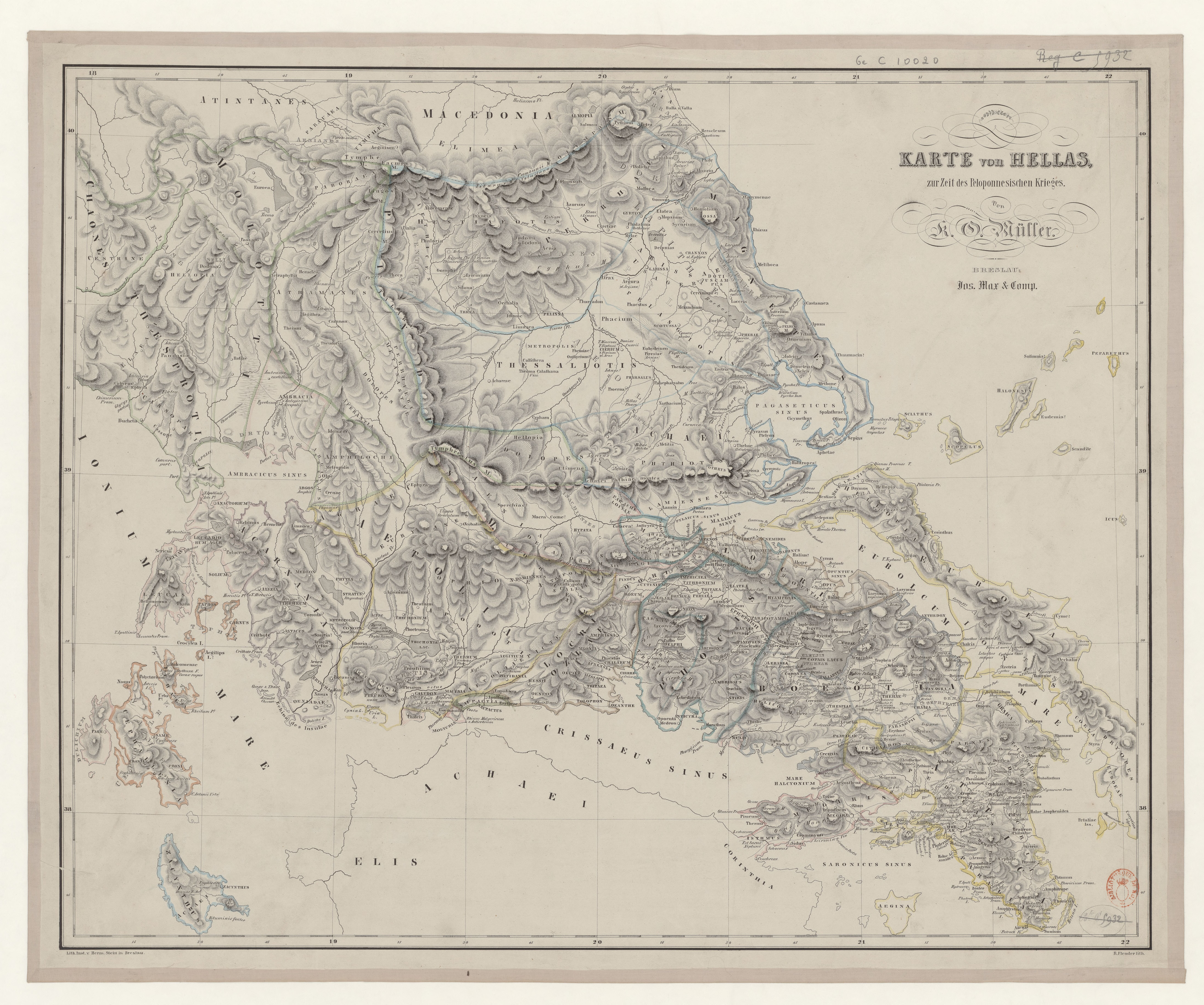
Карта Еллади в період Пелопоннеської війни.
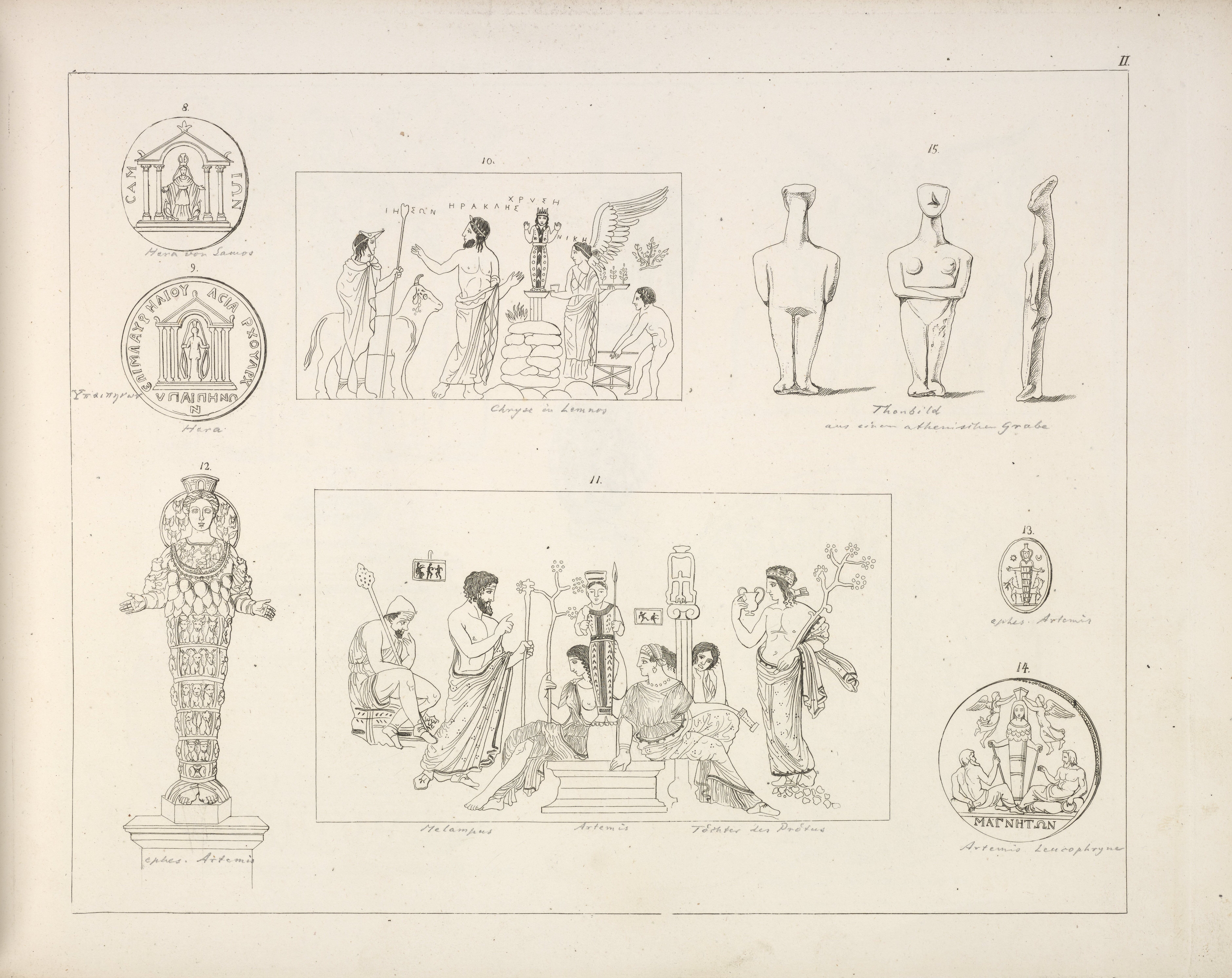
«Пам'ятки стародавнього мистецтва», малюнок Мюллера.
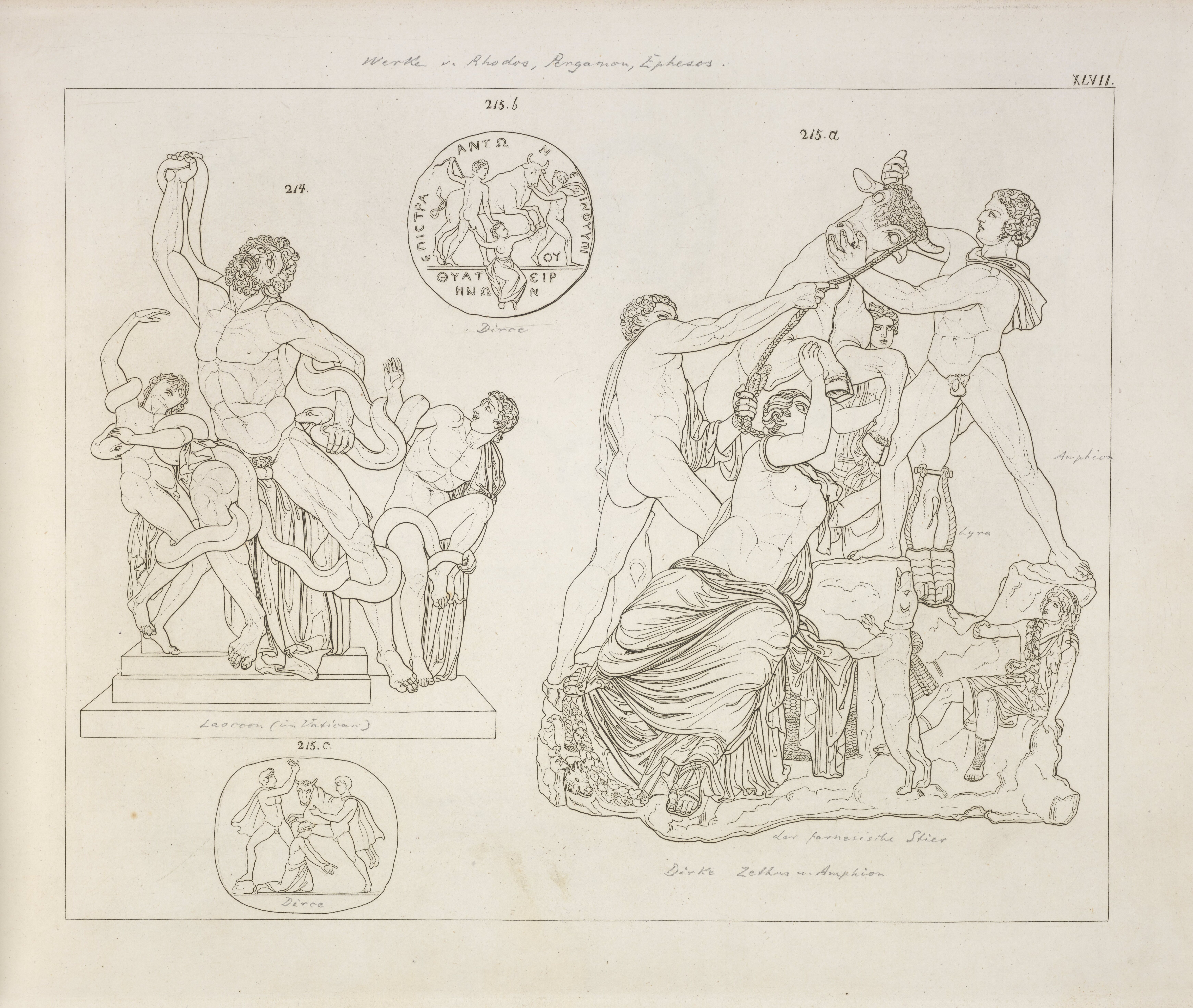
«Пам'ятки стародавнього мистецтва», малюнок Мюллера.
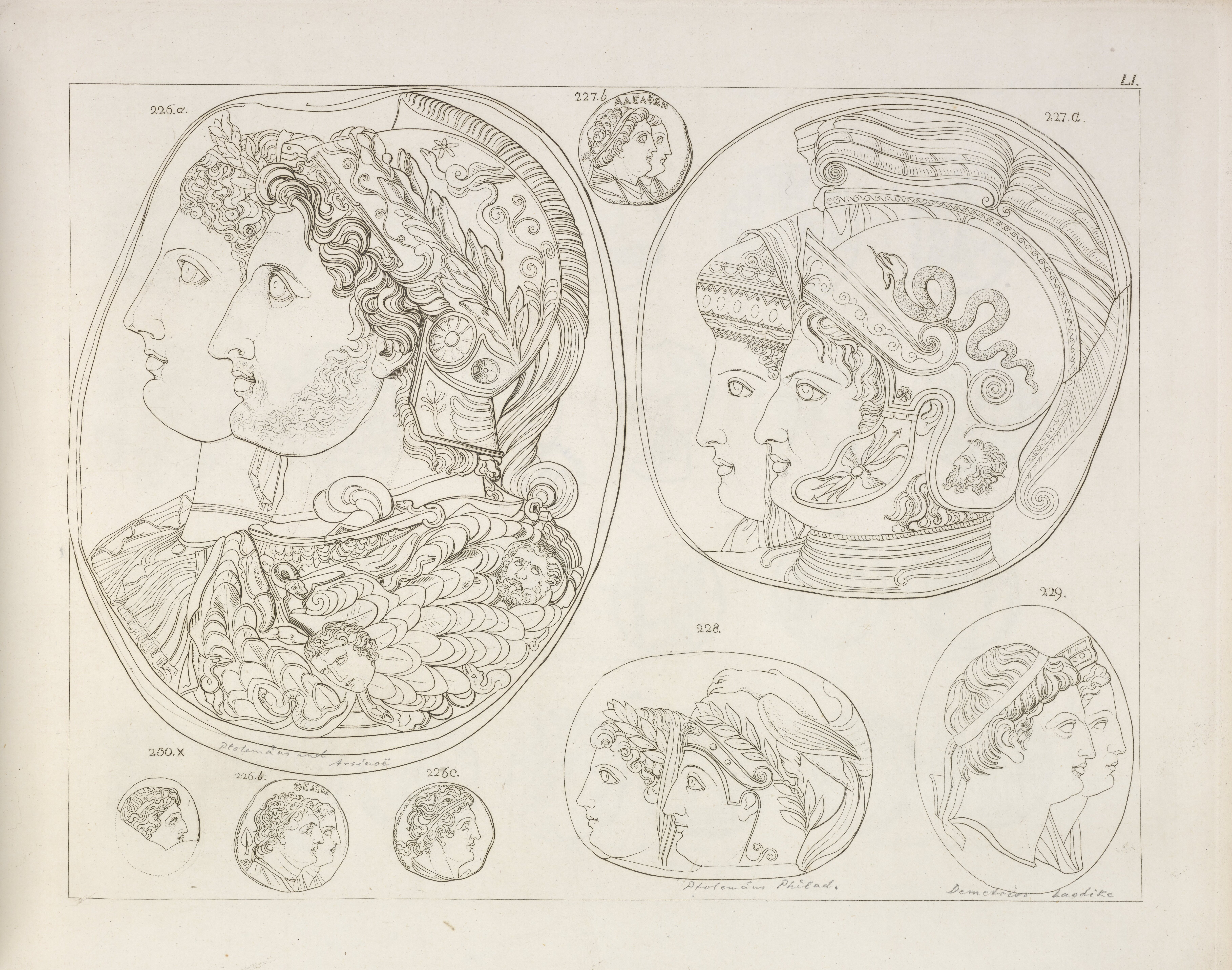
«Пам'ятки стародавнього мистецтва», малюнок Мюллера.

Метою Мюллера було створити детальний опис життя в класичній Греції, і він хотів записати результати своїх багаторічних досліджень у своєму magnum opus під назвою «Історія грецьких племен і міст» (нім. Geschichten hellenischer Stämme und Städte). Однак із цієї амбітної роботи йому вдалося написати лише два томи: «Орхомен і мінійці» (нім. Orchomenos und die Minyer) та «Дорійці» (нім. Die Dorier), де також міститься його дослідження під назвою «Про македонців» (нім. Über die Makedonier), в якому він розглядає поселення, походження та ранню історію македонців. Мюллер був переконаний, що демократична система надає перевагу масам і ненавидить диференціацію. Він запровадив новий стандарт точності в картографії Стародавньої Греції. У 1828 році він став співавтором «Етруски» (нім. Die Etrusker), трактату про етруські старожитності.
У 1825 році він пише «Міркування щодо наукового вивчення міфів» (нім. Prolegomena zu einer wissenschaftlichen Mythologie), де закладає основи  наукового дослідження міфів. В цій роботі він запропонував кроки до «внутрішньої ідеї» міфу та представив техніку визначення віку міфу за згадками про нього в літературних джерелах, а також розписав як очистити міф від можливих змін, що могли внести поети чи прозаїки.
Окрім цього він зробив значний внесок й у мистецтвознавство. У 1830 році світ побачив «Довідник з археології мистецтва» (нім. Handbuch der Archäologie der Kunst), а в 1832 році – «Пам'ятки стародавнього мистецтва» (нім. Denkmäler der alten Kunst). В останній він увів термін порнографія (нім. Pornographie) в німецьку мову, що допомогло популяризувати цей термін на міжнародному рівні.
Наприкінці життя, Мюллер взявся за написання історії грецької літератури для «Англійського товариства поширення корисних знань» (англ. Society for the Diffusion of Useful Knowledge), яку було видано вже після його смерті у 1841 році. Протягом багатьох років вона залишалася однією з найкращих книг на цю тему.

## Особисте життя
З 1824 року Мюллер був одружений з Поліною фон Гуго (1804–1847), донькою геттінгенського вченого-юриста Густава фон Гуго. У них було четверо дітей. Дочка Юлі була одружена з адвокатом Буркардом Вільгельмом Лейстом, а старший син Карл Гуго Мюллер, який народився 5 травня 1830 року, був чиновником.